# Васа Богоевич
Васа Богоевич (на сръбски: Васа Богојевић) е македонски сърбоманин, сръбски национален деец и политик от Кралство Югославия.

## Биография
Роден е в северозападния македонски град Тетово на 2 януари 1860 година. Завършва начално училище в родния си град и Старата духовна семинария на професор Милоевич в Белград. След избухването на Сръбско-турската война в 1876 година, Богоевич напуска Тетово поради преследване от страна на османските власти и се премества в Солун, където продължава образованието си. След четири години се завръща в Тетово и започва работа в търговията на баща си. В продължение на много години до 1912 година той е председател на Тетовската сръбска църковна община и няколко пъти е избиран за член на градската управа и за член на Вилаетското събрание в Скопие.
В 1887 година Богоевич заедно с няколко други е избран за делегати в Скопската епархия със задачата да отидат до Цариград и да поискат от Вселенската патриаршия да назначи сърбин за сръбски митрополит в Скопие. В Цариград е арестуван като водач на бунтовническа делегация и осъден на смърт. Освободен е благодарение на намесата на сръбския посланик Владан Джорджевич, черногорския посланик Митар Бакич и руския посланик.
След като Тетово попада в Сърбия след Балканските войни е първо назначен, а после избран за председател на общината (кмет) и остава на поста до разгрома на Сърбия в 1915 година по време на Първата световна война.
След Световната война е избран за народен представител във временното Народно събрание, след това е областен представител, председател на областния комитет на Скопска област, а след формирането на Вардарска бановина е и бански съветник. Избран е за сенатор в 1932 година и остава в Сената до 1938 година.
Умира в Скопие на 24 март 1939 година.